# Franz Kraus (SS-Mitglied)

Franz Kraus beim Krakauer Auschwitzprozess (1947)

Franz Xaver Kraus (* 27. September 1903 in München; † 24. Januar 1948 in Krakau) war ein deutscher SS-Sturmbannführer (1938) und als Verwaltungsführer in mehreren Konzentrationslagern eingesetzt.

## Leben
Nach dem Besuch der Volksschule absolvierte Kraus eine Ausbildung zum Spirituosen-Kaufmann. 1925 machte er sich mit einem Geschäft selbstständig, das er aber 1931 wieder aufgeben musste. Kraus trat zum 1. Januar 1931 der NSDAP (Mitgliedsnummer 405.816) und am 2. November 1931 der SS bei (SS-Nummer 16.299). Ab Anfang Januar 1932 war Kraus im Braunen Haus in München bei der Rechnungsstelle der Hilfskasse der NSDAP hauptamtlich angestellt. Ab August 1932 nahm er eine Verwaltungstätigkeit bei einem SS-Sturmbann auf.
Nach der Machtübernahme durch die Nationalsozialisten übernahm Kraus den Posten des Verwaltungsführers in mehreren Konzentrationslagern: KZ Esterwegen (Juli 1934–Dezember 1934), KZ Lichtenburg (Dezember 1934–März 1936), KZ Columbia (April 1936–November 1936). Anschließend war Kraus bis Ende Oktober 1939 ebenfalls Verwaltungsführer im KZ Sachsenhausen. Vom 1. November 1939 bis zum 1. Oktober 1941 war er oberster Verwaltungsführer im Stab Inspekteur der Konzentrationslager.
Ab Anfang Oktober 1941 leitete er die Wirtschaftsinspektion der Waffen-SS im Bereich Russland-Mitte und war anschließend beim dortigen SS-Wirtschafter eingesetzt. In Breslau leitete er das Truppen- beziehungsweise Hauptwirtschaftslager der Waffen-SS.
Zum Zweck der Liquidierung des KZ Auschwitz war Kraus von Dezember 1944 bis Januar 1945 dort tätig. Wahrscheinlich durch den Höheren SS- und Polizeiführer Südost Ernst-Heinrich Schmauser wurde Kraus aus Breslau im Dezember 1944 in das KZ Auschwitz versetzt, um als Sonderbevollmächtigter die Liquidierung des Lagers zu organisieren. Kraus leitete mit anderen SS-Offizieren die Häftlingskolonnen aus dem KZ Auschwitz im Rahmen der Evakuierung des Lagers. Durch Schmauser erging am 20. Januar 1945 an Kraus der Befehl, die nicht evakuierten Häftlinge zu töten. Kraus gab später vor Gericht an, er habe das Lager bereits am 21. Januar 1945 verlassen und sich dem Befehl widersetzt. Wahrscheinlich konnte dieser Plan aber durch die näher rückende Rote Armee kriegsbedingt nicht mehr umgesetzt werden. Nach Zeugenaussagen überlebender Häftlinge verblieb Kraus jedoch noch bis zum 25. Januar 1945 im KZ Auschwitz und führte zur Besichtigung noch nach dem 20. Januar 1945 eine Gruppe von SS-Offizieren durch das Lager. Zudem soll Kraus die Sprengung der letzten Krematorien veranlasst und mehrere Häftlinge in Auschwitz-Birkenau selbst erschossen haben. Nach seiner Abreise leitete er bis zum 17. Februar 1945 die Verbindungsstelle Auschwitz in Zittau. Zweck dieser Dienststelle war die Organisation der Verlegung der Auschwitzer SS-Wachmannschaften sowie wahrscheinlich der Auschwitz-Häftlinge in andere, kriegsbedingt nicht gefährdete, Konzentrationslager.
Im Krakauer Auschwitzprozess wurde Kraus am 22. Dezember 1947 vom Obersten Nationalen Tribunal Polens zum Tode verurteilt und wenige Wochen später gehängt.